# Caspar Lagus
Caspar Lagus, auch Kaspar Haas, (* 1526/1533 in Rain am Lech; † 29. Januar 1606) war ein deutscher Jurist und Professor der Rechte an der Universität Ingolstadt.

## Leben
Caspar Lagus wurde 1526 oder 1533 in Rain am Lech geboren. Er studierte ab 1558 an der Universität Ingolstadt. Ab 1560 war er dort zunächst Extraordinarius, ab 1562 dann Ordinarius für Zivilrecht. 1576 übernahm er das Amt des Universitätskämmerers. 1585 wurde er aufgrund nachlässiger Amtsführung seiner Ämter enthoben. 1588/89 wurde er erneut zur Professur berufen. Unter Lagus’ Einfluss wandte sich die gesamte Ingolstädter Juristenfakultät gegen die Hexenverbrennung.
Von 1587 bis 1590 war er Hofrat. 1586 bis 1602 war er zudem Pfleger in Kösching.

## Werke
- Disputatio in eleganti et difficili materia pactorum futurae successionis (Digitalisat): Auseinandersetzung über die feine und schwierige Materie der Verträge über künftige Nachfolge
- Theses centum de clausula codicillari (Digitalisat): Hundert Thesen über kondizilliare Klauseln